# 李煥
李煥（1917年9月24日—2010年12月2日），字錫俊，湖北漢口（今武漢市）人，曾經擔任行政院院長、總統府資政、教育部部長，並負責籌辦國立中山大學的在臺復校事宜，並任復校後首任校長等職，為中國國民黨的資深黨員，長期受到蔣經國的提拔。涉入國民黨二月政爭，失敗後淡出政壇。

## 生平
1917年李焕出生于漢口，自其幼年直到高中毕业一直居住于汉口法租界西北侧的里分三德里中。
李煥畢業於上海復旦大學法律系，並於抗戰期間參加國立政治大學前身的中央幹部學校研究班，隨後又於美國哥倫比亞大學教育學院取得教育學碩士學位，並於國立政治大學擔任教授。在對日抗戰爆發之後，即擔任國民黨青年工作及宣傳要職，在1946年至1948年擔任《瀋陽日報》的報社社長，之後進入國民黨中心。
自1948年始李煥先后擔任中国国民党中央青年部副處長、隨後擔任救國團主任秘書、副主任、主任；青輔會委員、主任委員。1976年10月被王幸男以國語辭典製作成的炸彈郵包炸傷手指。1977年發生中壢事件，導致作為發動者許信良（之後當選桃園縣縣長）任職黨部時期的直屬長官、時任國民黨組織工作會主任的李煥被迫下台，導致政戰系統的王昇權力也因此擴大，當時有所謂「李換（煥）王升（昇）」之說。李煥擔任過一段時間的中國電視公司董事長，後來南下高雄，出任國立中山大學在臺復校後的首任校長，俞國華組閣時擔任教育部部長。在蔣經國逝世前，李煥出任國民黨秘書長一職。
李煥於1989年至1990年間，曾經短暫擔任一年的行政院院長，到達政治生命高峰。蔣經國過世前一天曾召見李煥並長談2小時，蔣經國死後的二月政爭期間初期李煥是支持李登輝，後又突然轉向非主流派，其詳細原因始終成謎，只有部分傳言與外界分析不一而論，但種下日後國民黨分裂並影響台灣政局的遠因。而政爭時任總統李登輝為迫使其下台，故任命國防部長郝柏村為新任閣揆，以反對李煥的反彈。此後僅有酬庸式的總統府資政，以及國民黨中常委、中評會主席團主席等職務而日漸淡出政治。
國民黨有不少人物和官員是李煥所提拔，例如前考試院院長許水德、連戰內閣時的行政院秘書長，精省後的首任台灣省主席趙守博、前桃園縣長與前民進黨主席許信良等人。
2007年3月17日，李煥在出家門要參加會議時不慎摔倒，眉骨、鼻翼、人中的部分多處傷痕，縫了30幾針後並無大礙。

## 逝世
2010年12月2日19時37分，李煥因肺炎、呼吸衰竭合併多重器官衰竭在台北榮民總醫院病逝，與夫人同葬於三芝北海墓園。
總統馬英九於2010年12月19日頒贈褒揚令，內容全文為：
總統府前資政、行政院前院長李煥，沖懿詳雅，勤慎練達。少歲卒業國立復旦大學法律系、中央幹部學校研究部，復獲美國哥倫比亞大學教育研究所碩士暨國內外知名大學榮譽博士學位，才懷隋和，顯績揚聲。來臺後，銜命創組中國青年反共救國團暨出掌行政院青年輔導委員會，舉辦青年育樂營隊，策劃藝文學術研習；召集國建研究會議，完善創業輔導機制，發硎新試，卓然有成。爰奉籌備接長中山大學及教育部，悉力校舍校務營建規畫，潛心師資軟硬體延攬擴充；改制全臺師範院校，銳意教育興革事宜，陶甄多士，教澤流詠；碩運淵謨，丕奠宏基。尤以行政院院長任內，踐履為民服務理念，推動國家整體建設；樹立開明廉能政府，追求民主法治社會，遠圖長慮，覃思務實；委重投艱，迭膺重寄。晚歲榮任中華孔孟學會理事長暨國際儒學聯合會名譽理事長，闡揚固有文化道統，恢弘鄒魯儒學精微。綜其生平，臨青年則為良師益友，主國政以垂百年大計，鴻猷貽範，峴首留碑；遐福遺緒，亙古芳傳。遽聞修齡捐館，震悼曷極，應予明令褒揚，用示政府崇禮耆勛之至意。

總　　　統　馬英九

行政院院長　吳敦義

## 家庭
夫人潘香凝為第一屆國民大會代表，於2001年病逝。兩人育有兩男兩女。
- 長子李慶中 - 曾任環保署副署長職務，1993年遭當時立委陳水扁揭發甲等特考作弊而去職[4]。
- 長女李慶珠 - 曾任僑委會第二處處長，1994年遭當時立委陳水扁爆甲等特考時所提出的論文〈我國人才外流與迴流的探討〉為抄襲，遭撤銷甲考資格[5]，現為中國國民黨黃復興黨部副主任委員。
- 次子李慶華 - 前任立法委員 涉自2007年至2016年立委任內，利用人頭向立法院詐領助理補助款532萬元，用來支付前妻贍養費、個人旅遊、房貸等私人花費，被依貪污等罪起訴。現已逃亡，下落不明。
- 次女李慶安 - 前任立法委員，2009年則揭露具美國公民身份又任公職，一審詐欺罪名成立[6]。二審改判無罪定讞[7]。

## 关联条目
- 李煥內閣（1989年－1990年）